# Rooksdown
Rooksdown is een civil parish in het bestuurlijke gebied Basingstoke and Deane, in het Engelse graafschap Hampshire.